# Tiburzio Massaino
Tiburzio Massaino (Cremona, dopo il 1550 – Cremona, 1609 circa) è stato un compositore italiano.
Fu un anticipatore dell'opera drammatica e il fondatore della Cappella del Duomo di Salisburgo.

## Biografia
Poco si sa della sua vita di frate agostiniano, se non che fu particolarmente inquieta. Ciò si riflette nella sua produzione, assai variegata e ricca di soluzioni ardite. Ad esempio, nelle opere religiose corali e strumentali, mostra grande capacità ed estro nelle elaborazioni contrappuntistiche, spingendosi sino a comporre brani per 8 e 16  tromboni e mottetti a 16 voci (1608).

Per contro, nella musica profana non andò oltre composizioni assai misurate e scritte per non più delle classiche 5 voci.
Fu nominato Maestro di cappella a Piacenza, quindi a Roma (1571), a Lodi (1580), a Salò (1587), a Salisburgo (1589 - 1591), a Praga e a Cremona (1594) e infine di nuovo a Piacenza (1609).  Suo allievo fu il monaco agostiniano Guglielmo Lipparini.

## Opere
Di lui ci sono giunte pubblicate le seguenti opere:
- Il Primo libro de Madrigali a quattro voci.[1]
- Quattro libri di madrigali a 5 voci  (1571 - 1594)
- Un  libro di "Lamentazioni di Geremia" per 5 voci  (1599)
- Un libro di Messe a 8 voci (1600)
- Un libro di Messe a 6 voci (1595)
- Tre libri di Messe a 5 voci (1587 - 1598)
- Un libro di mottetti da 8 a 16 voci (1606)
- Due libri di mottetti da 6 a 12 voci (1567 - 1592)
- Un libro di mottetti a 7 voci  (1607)
- Un libro di mottetti a 5 e 6 voci (1576)
- Due libri di mottetti a 5 voci (1580 - 1592)
- Mottetti e Salmi a 5 e 6 voci (1592)
- Un libro di Musica per cantar con l'organo da 1 a 3 voci (1607)
- Un libro di Quaerimoniae cum Responsoriis a 5 voci (1608)  che è la sua 34° e, si presume, ultima opera.